# 棕刺莺
，是雀形目棕刺莺科的一种鸟类。
棕刺莺体重约41.8克，翼长约73毫米，嘴峰长约17.9毫米，喙宽度约3.5毫米，喙厚度约4.8毫米，跗蹠长约27.7毫米，尾长约100.6毫米。棕刺莺在其分布区内为留鸟，其栖息在半开放的高大树木组成的森林中，食性为杂食性。

## 亚种
- ：分布于澳大利亚东部的昆士兰州东南部和新南威尔士州东北部。
- ：分布于澳大利亚东南部的新南威尔士州东南部和维多利亚州东北部。[4]